# Königreich Tungning

Die Lage des Königreich Dongning auf Formosa (Taiwan):

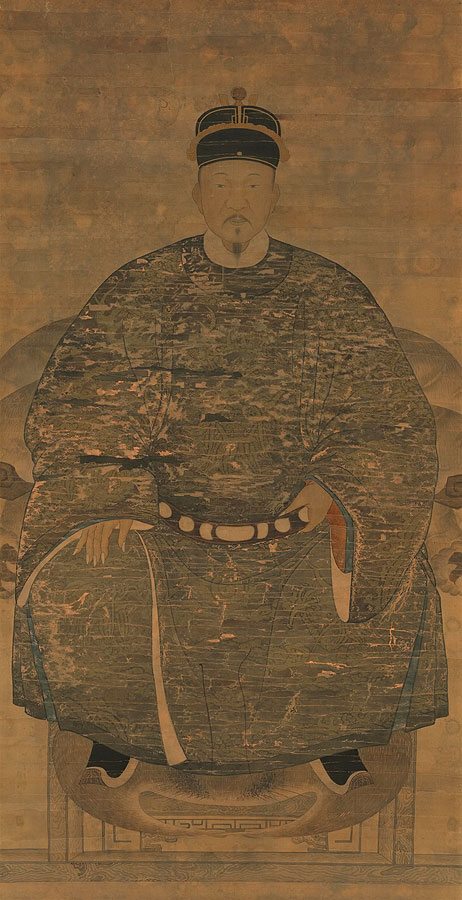
König Koxinga

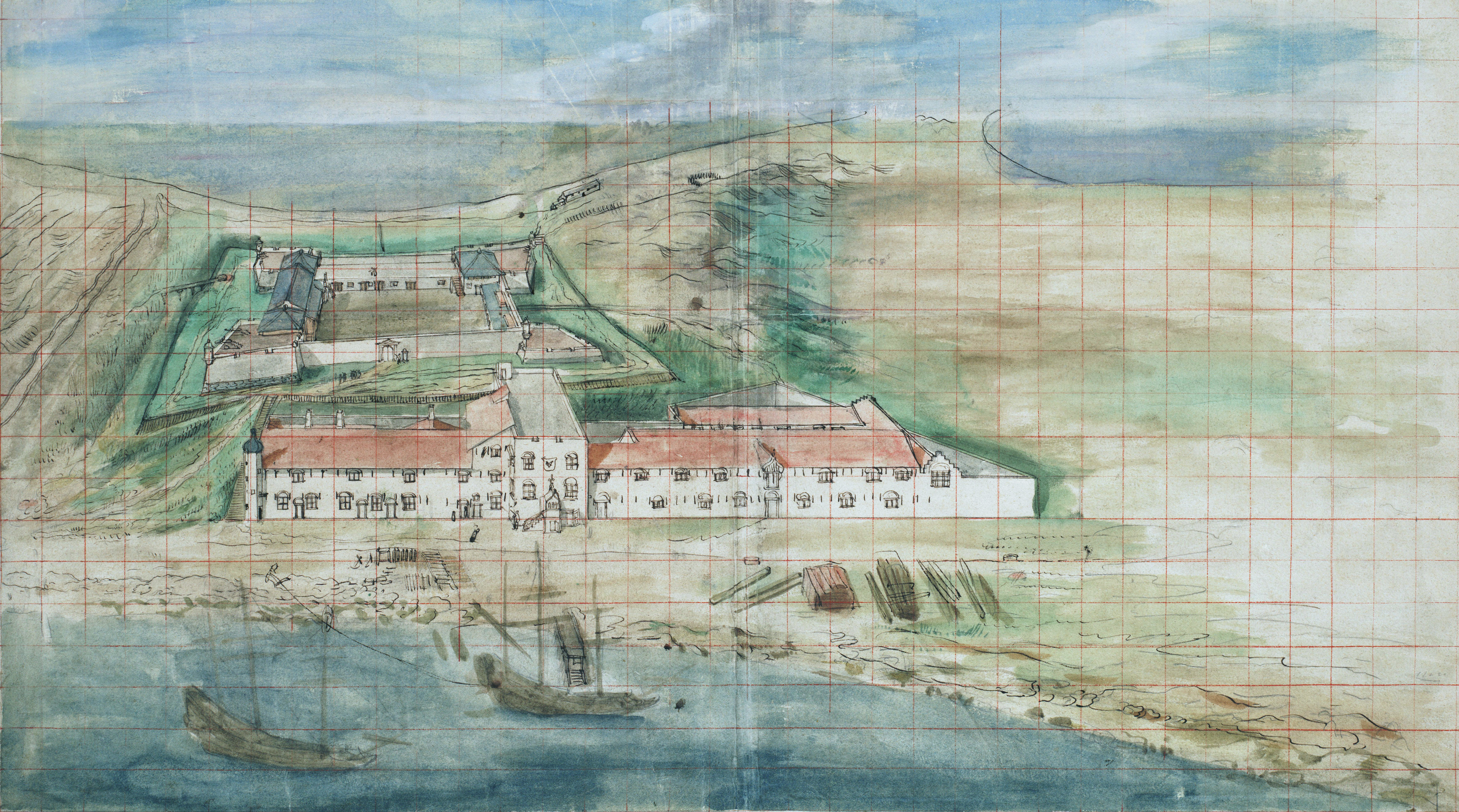
Das niederländische Fort Zeelandia

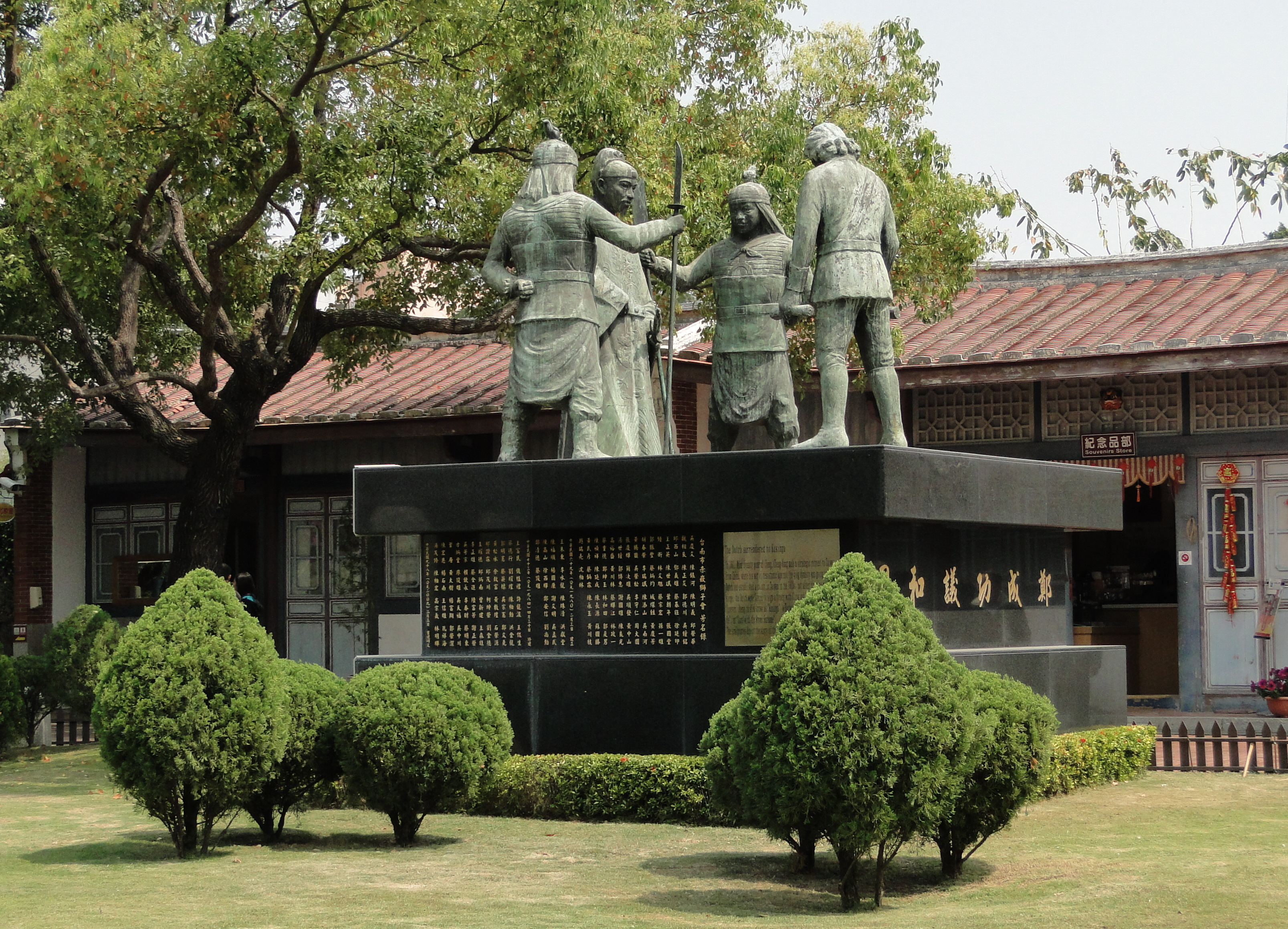
Chikan Tower (Fort Provintia) - Denkmal der niederländischen Kapitulation von 1662

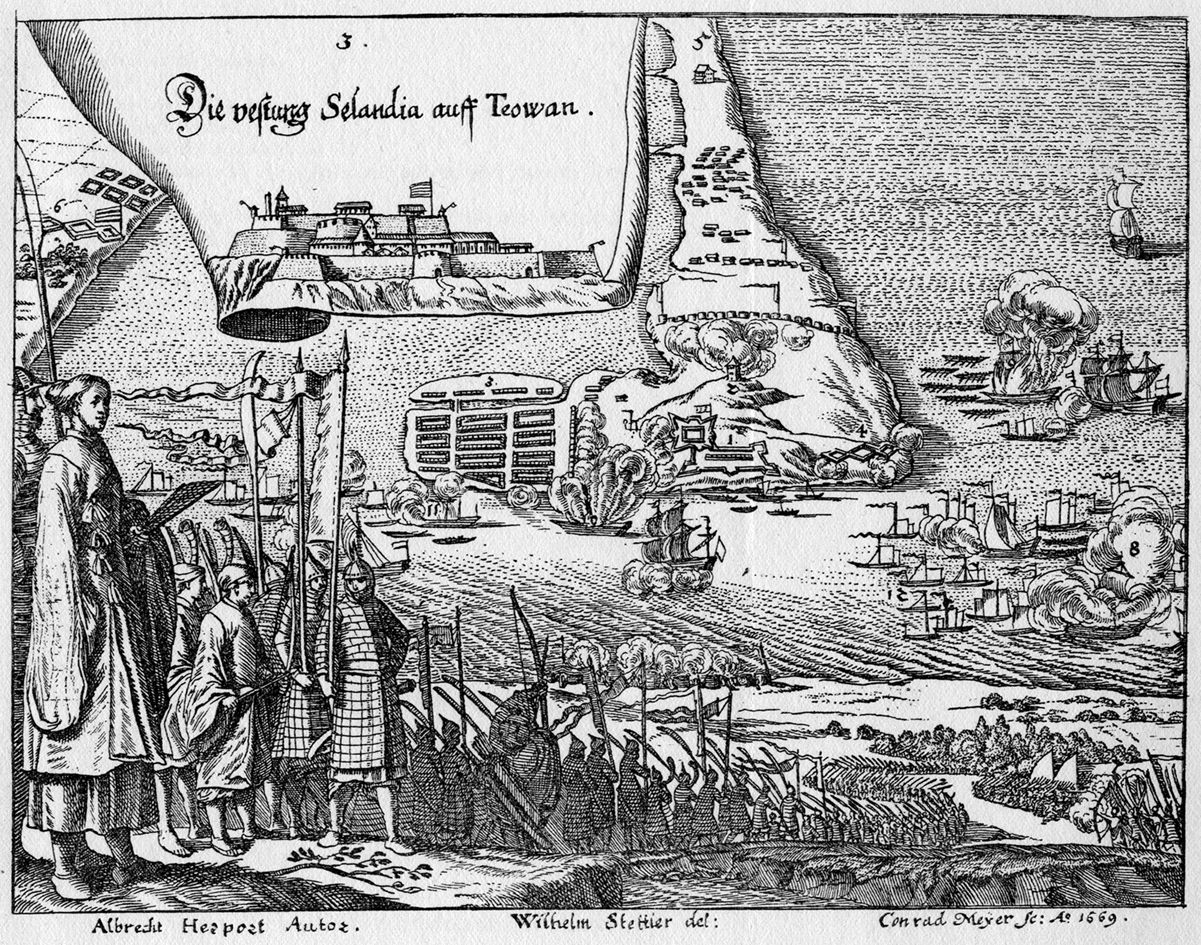
Belagerung des Forts Zeelandia durch Koxinga's Truppen (1661)

Das Königreich Tungning (Dongning) (chinesisch 東寧王國 / 东宁王国, Pinyin Dōngníng Wángguó) oder Königreich von Formosa war ein zwischen 1661 und 1683 existierender Feudalstaat im südwestlichen Teil von Taiwan mit der Hauptstadt Dongdu (Tungtu) (heute Tainan).

## Geschichte
Das Königreich Tungning wurde von Zheng Chenggong genannt Koxinga, einem Anhänger der südlichen Ming, nach dem Sturz der Ming-Dynastie durch die Qing-Dynastie in China gegründet. Ziel war die Schaffung einer Basis für die Wiederherstellung der Ming-Dynastie auf dem Festland. Koxinga setzte mit 400 Schiffen und 25.000 Mann zunächst auf die Taiwan vorgelagerten Penghu-Inseln über und schuf sich damit eine Basis für die Eroberung des damals niederländischen Formosa (Taiwan). 1661 landete er auf Taiwan, eroberte Fort Provintia und belagerte Fort Zeelandia. Mit dem niederländischen Gouverneur Frederick Coyett handelte er einen Vertrag aus, der die Kapitulation der Festung und die Übergabe aller Waren der niederländischen Ostindien-Company vorsah. Im Gegenzug gewährte Koxinga den Niederländern mit ihrem persönlichen Eigentum freien Abzug nach Batavia (Niederländisch-Indien, heute Jakarta, Indonesien). Damit endeten 38 Jahre niederländische Kolonialherrschaft auf Taiwan. Koxinga gründete in seinem Herrschaftsbereich das Königreich Tungning, erhob sich zu dessen erstem König und baute eine Verwaltung im Ming-Stil auf.
Nach dem frühen Tod von Koxinga an der Malaria 1662 übernahm sein Sohn Zheng Jing die Regentschaft. Dieser versuchte eine Annäherung und Aussöhnung mit den Qing. Er unternahm eine Reise nach Peking, um für Tungning / Taiwan den Status eines autonomen Staates zu erreichen. Dieses Vorhaben scheiterte an den Forderungen der Qing-Regierung. Als Reaktion auf Überfälle der Tungning-Flotte auf chinesische Küstenstädte, verfügte Peking die Blockade Taiwans, sowie die Unterstützung von Zheng Jing gegenüber feindlich gesinnten Kräften auf der Insel. Ausgelöst durch eine Hungersnot in China und die Verfolgung der Ming-Anhänger kam es zwischen 1662 und 1664 zu mehreren Einwanderungswellen von Festlandschinesen nach Taiwan, die von Zheng Jing kräftig gefördert wurden. Weiterhin förderte er den Handel mit Engländern, Niederländern, Japanern und anderen asiatischen Staaten.
Zheng Jing starb nach fast 20-jähriger Herrschaft im Jahr 1681. Da er keinen legitimen Nachfolger hinterließ, sollte sein unehelicher Sohn Zheng Keshuang zum neuen König ernannt werden. Das führte zur Spaltung von Regierung und Militär und zu schweren Machtkämpfen. Die Qing-Regierung nutzte diese Schwäche Tungnings und entsandte eine Flotte unter Admiral Shi Lang nach Taiwan. Am 16. und 17. Juli 1683 wurde die Flotte von Tungning unter Liu Guoxuan vernichtend bei den Penghu-Inseln von der chinesischen Invasionsflotte unter Shi Lang geschlagen. Die Qing-Truppen landeten auf Taiwan. Nach mehreren verlorenen Kämpfen bot König Zheng Keshuang am 7. September 1683 die Kapitulation an. Am 3. Oktober 1683 kapitulierte Tungning schließlich vor Shi Lang. Nach 21 Jahren endete damit das Königreich Tungning. 1684 wurde Taiwan vom Qing-Kaiser Kangxi in 3 Landkreise eingeteilt und als Präfektur der chinesischen Provinz Fujian zugeordnet.

## Könige 1661–1683
| König                     | Regentschaft von - bis |
| ------------------------- | ---------------------- |
| Zhèng Chénggōng (Koxinga) | 1661–1662              |
| Zheng Shixi               | 1662                   |
| Zheng Jing                | 1662–1681              |
| Zheng Kezang              | 1681                   |
| Zheng Keshuang*           | 1681–1683              |

* unter Regentschaft von Feng Xifan von 1682 bis 1683.